# Alte Post (Blankenburg)

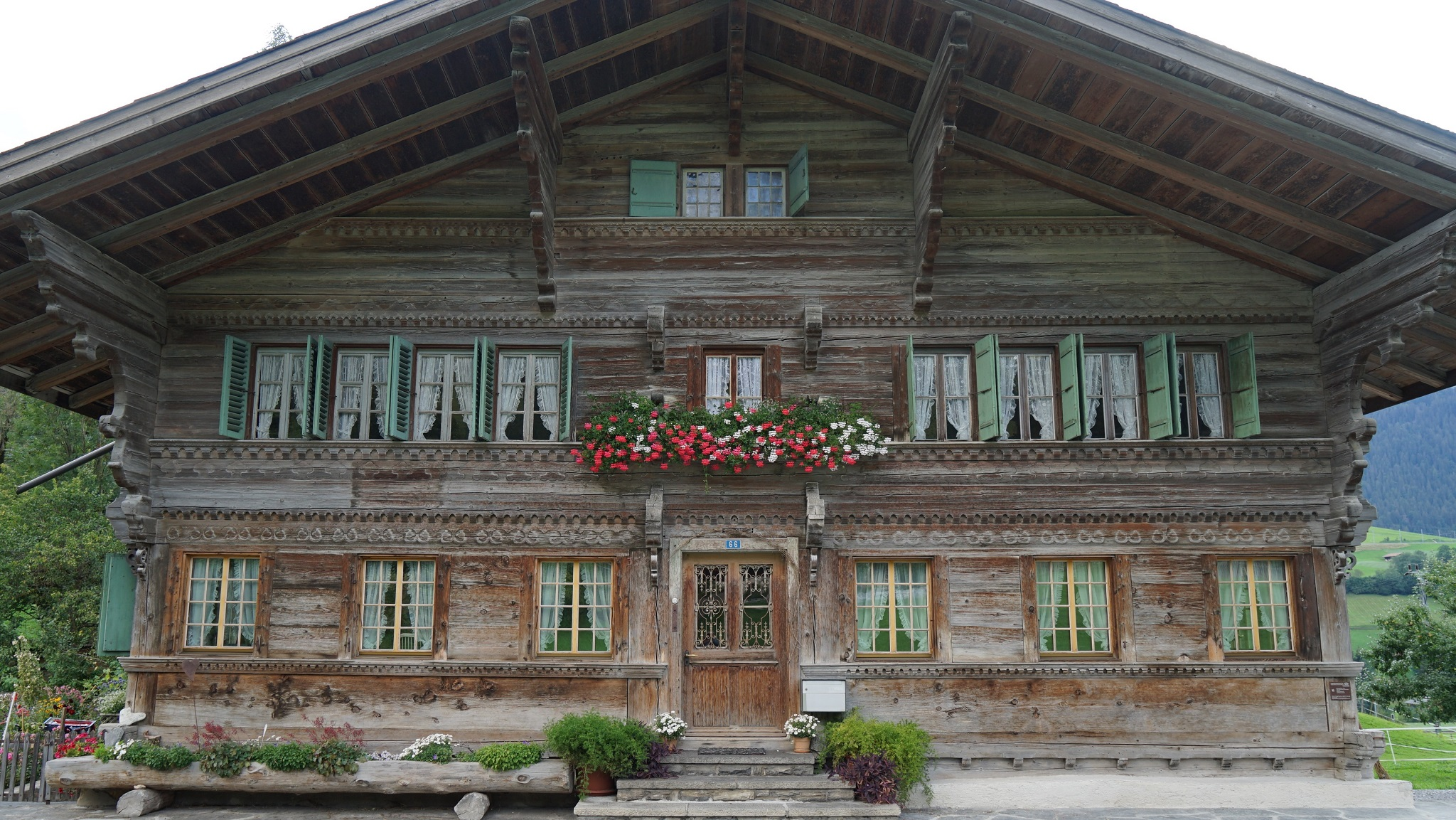
Ostfassade des Hauses (2021)

Ansicht von Südosten, noch ohne Quergiebel (1900)

Die Alte Post im Weiler Blankenburg der Gemeinde Zweisimmen im Schweizer Simmental ist ein denkmalgeschütztes ehemaliges Wirtshaus aus dem Jahr 1807. Das Gebäude im Stil eines Simmentaler Bauernhauses ist am Obersimmentaler Hausweg mit der Nummer «18» ausgewiesen. 

## Lage
Das Haus liegt an der Lenkstrasse mit der Nummer «66». An der Durchgangsstrasse nimmt es durch seine Einzellage eine markante Stellung ein. Das Blankenburger Schloss liegt wenige hundert Meter südlich (Lenkstrasse 70). 

## Geschichte
Das als Poststation errichtete Haus ist im Innern mit der Jahreszahl 1807 datiert. Der Simmentalweg wurde um 1750 zur Fahrstrasse ausgebaut. Während der Schlossmärkte wurde hier eine «Pintenwirtschaft» betrieben. Um 1900 befand sich im Erdgeschoss das «Post-Bureau Blankenburg». Der Quergiebel an der Südseite wurde im ersten Drittel des 20. Jahrhunderts zugefügt. Das Haus wird heute als Wohnhaus genutzt.
Das Bauwerk wurde per Regierungsratsbeschluss (RRB 3381) im Jahr 2000 geschützt. In das «Bauinventar» der Denkmalpflege des Kantons Bern wurde es 2009 als «schützenswert» aufgenommen. Kulturgüter-Objekte der «Kategorie C» wurden mit Stand Oktober 2021 noch nicht veröffentlicht.

## Beschreibung
Die Hauptfassade des Holzhauses ist nach Osten zur Strasse orientiert und streng symmetrisch angelegt. Das Stubengeschoss ist in Ständerbauweise ausgeführt. Zu beiden Seiten der Mitteltür sind jeweils drei Einzelfenster angelegt. Der Gaden ist in Blockbauweise ausgeführt. Die Fenster zeigen ein etwas kleineres Format und sind neben dem Mittelfenster als Reihenfenster mit jeweils vier Fensterachsen gruppiert. Das Dachgeschoss zeigt zwei kleine Fenster. Mit Ausnahme des Erdgeschosses haben die Fenster Läden. Die Geschosse kragen jeweils leicht vor. Die vier Blockkonsolen und Gwättvorstösse (Eckverbünde) sind «äusserst lebendig profiliert». 
Die Nordseite zeigt im Stubengeschoss dreimal Reihenfenster mit jeweils vier Achsen. Im Gadengeschoss sind die Fenster unregelmässig gruppiert. An der Südseite folgt auf vier Reihenfenster die jüngere Südfassade. Die Fenster des Gadens sind Reihenfenster mit zweimal vier Achsen. Das Dachgeschoss zeigt zwei grössere Fenster. Die fünf Blockkonsolen und der Mittelvorstoss sind ebenfalls profiliert. An die Westfassade des Hauses ist ein Nebengebäude angebaut. Da das Grundstück nach Nordwesten abfällt ist das massive Sockelgeschoss nur dort in voller Höhe ausgeprägt.
Typisch für die späte Bauzeit ist das Fehlen von Malereien und Inschriften. Die drei Schauseiten des Hauses erhalten ihren Dekor durch spätbarocke, reiche Flachschnitzereien und durchlaufende Fensterbänke mit fein geschnitzten Friesen. Der Gang hinter der Mitteltür läuft durch das ganze Haus. Aus der Bauzeit sind mehrere Füllungstüren erhalten. Die Umgebung des Gebäudes mit alten Treppen, Pflästerung und Garten an der Südseite ist intakt.
Der Baukörper mit drei Fassaden wird als «prächtig» und «am Höhepunkt barocker Zierfreude errichtet» beschrieben.